# Турция на «Евровидении-2007»
Выступление Турции на конкурсе песни Евровидение 2007, который прошёл в столице Финляндии в городе Хельсинки, стал 29-м конкурсом на Евровидении для Турции. Страну представлял певец Кенан Догулу.

## Исполнитель
Кенан Догулу родился 31 мая 1972 года в Стамбуле. В возрасте 5 лет он начал заниматься в музыкальной школе. Первый альбом артиста «Yaparim Bilirsin» был издан в августе 1993 года. В этом году он провел 93 концерта. Второй альбом «Simsiki Siki Siki» был выпущен в декабре 1994 года, а количество выступлений увеличилось до 175. Во время празднования 75 летней годовщины независимости Турции в 1998 году Кенан проводит турне по всем крупным городам Турции. В 2005 году Кенан отправляется в Лос-Анджелес для работы над англоязычным альбомом «Festival», вышедшим в 2006 году.

## Национальный отбор
Отбор песни прошел в конце февраля из трёх вариантов представленных исполнителем. Окончательный выбор будет сделан телеголосованием. ТРТ отменил обязательность исполнения конкурсных песен на турецком языке.